# BWF Rei do Ringue
O BWF Rei do Ringue é um título de luta livre profissional pertencente a BWF, sendo disputado exclusivamente pelos lutadores da companhia.
Os campeões são determinados com a realização de combates de luta livre profissional, em que os vencedores de cada combate são pré-determinados por um roteiro. Até o presente mês de março de 2025, um total de cinco lutadores conquistaram o título. O primeiro campeão foi Sonico e o atual campeão é Toko "O Infernal".

## Reinados
Até 16 de março de 2025, houve seis campeões. O campeão inaugural foi Sonico, que também é o primeiro lutador a conquistar o título em mais de uma ocasião, tendo também o reinado mais longo em seu segundo com 791 dias. O reinado mais curto é o de V8, com 101 dias. O título atualmente está com o campeão Toko, após vencer Matths Alves e conquistar o título pela segunda vez no BWF: Noite Dos Campeões IV, que ocorreu no dia 19 de Dezembro de 2021.
| Reinado | O número de reinados para o lutador específico listado    |
| Local   | A cidade em que o título foi ganho                        |
| Evento  | O evento promovido pela empresa em que o título foi ganho |
| +       | Indica os dias do atual reinado em contagem               |

| Nº | Campeão      | Reinado | Data                    | Dias com o título | Local         | Evento                         | Notas                                                   | Ref.  |       |
| -- | ------------ | ------- | ----------------------- | ----------------- | ------------- | ------------------------------ | ------------------------------------------------------- | ----- | ----- |
| 1  | Sonico       | 1       | 17 de abril de 2011     | 385               | São Paulo, SP | BWF                            |                                                         | [ 1 ] |       |
| 2  | Zumbi        | 1       | 6 de maio de 2012       | 376               | São Paulo, SP | BWF                            |                                                         | [ 1 ] |       |
| 3  | Sonico       | 2       | 17 de maio de 2013      | 793               | São Paulo, SP | BWF Virada Cultural 2013       | Sonico derrotou o ex-campeão Zumbi.                     | [ 1 ] |       |
| 4  | V8           | 1       | 19 de julho de 2015     | 101               | São Paulo, SP | BWF Anime Friends 2015 - Tag 6 | V8 derrotou o ex-campeão Sonico.                        | [ 1 ] |       |
| -  | Vago         | -       | 28 de outubro de 2015   | -                 | São Paulo, SP | BWF                            |                                                         | [ 1 ] |       |
| 5  | Max Miller   | 1       | 1 de Maio de 2016       | 434               | São Paulo, SP | BWF Torneio Rei do Ringue 2016 | Derrotou Beto na final do Torneio Rei do Ringue 2016.   |       |       |
| 6  | Acce         | 1       | 9 de Julho de 2017      | 525               | São Paulo, SP | BWF Anime Friends 2017         | Derrotou o ex-campeão Max Miller.                       |       |       |
| 7  | Toko         | 1       | 15 de Dezembro de 2018  | 414               |               | BWF: Noite Dos Campeões II     | Derrotou Acce em uma luta de Contagem em qualquer lugar |       | [ 2 ] |
| 8  | Matths Alves | 1       | 2 de Fevereiro de 2020  | 686               | São Paulo, SP | BWF: Noite dos Campeões III    | Derrotou o ex- campeão Toko                             |       |       |
| 9  | Toko         | 2       | 19 de fevereiro de 2022 | 91+               | São Paulo, SP | BWF: Noite Dos Campeões IV     | Derrotou Matths Alves para recuperar o título           |       |       |

## Lista de reinados combinados
Em 16 de março de 2025.
| + | Indica a atual campeão |

| Pos. | Campeão    | Nº de reinados | Dias combinados |
| ---- | ---------- | -------------- | --------------- |
| 1    | Sonico     | 2              | 1178            |
| 2    | Acce       | 1              | 525             |
| 3    | Max Miller | 1              | 434             |
| 4    | Zumbi      | 1              | 376             |
| 5    | V8         | 1              | 101             |